# 엘리사베타 파르네세
엘리사베타 파르네세(이탈리아어: Elisabetta Farnese: 1692년 10월 22일~1766년 7월 11일)는 펠리페 5세의 두 번째 아내로, 스페인의 왕비이다.

## 생애

### 파르마 공국 시절
1692년 10월 22일 오도아르도 디 파르마 공세자와 팔츠 선제후의 딸 도로테아 소피아 사이에서 태어났다. 파르마 공작 라누치오 2세와 팔츠 선제후 필립 빌헬름이 각각 그녀의 할아버지와 외할아버지이다. 아버지 오도아르도 2세가 요절했기 때문에 숙부들에게 자식이 없을 경우 그녀는 파르마 공국의 후계자가 될 운명이었다.

### 스페인 왕비
1714년 12월 24일 전처와 사별한 펠리페 5세는 당시 스페인 궁정을 움직이던 알베로니 추기경, 우르시노스 부인 등의 주도로 엘리자베타와 결혼했다. 엘리자베타는 스페인식 이름인 이사벨 데 파르네시오로 불리게 되었고, 자신을 왕비로 만들어준 우르시노스 부인과 권력 다툼을 벌여 그녀를 스페인 궁정에서 쫓아냈다. 그녀는 위트레흐트 조약으로 인해 빼앗긴 스페인의 영토를 다시 찾아오려는 정치적 야심이 있었다. 이사벨은 자신과 뜻을 같이하는 알베로니 추기경 등과 함께 오스트리아의 영토가 된 사르데냐와 시칠리아 등을 점령했고, 이에 오스트리아는 영국, 네덜란드, 프랑스와 동맹을 맺고 스페인에게 반격을 가했다. 이사벨은 이 전쟁에서 직접 군대를 지휘하기도 했으나 결국 스페인은 전쟁에서 패해 알베로니는 실각하고 추방되었다.
1724년 펠리페는 장남 루이스에게 양위하고 칩거에 들어갔다. 그러나 루이스 1세는 7개월만에 천연두로 죽고 펠리페는 다시 국왕으로 즉위했지만 실권을 잡은 것은 엘리자베타였다. 숙부 안토니오가 후사 없이 죽자 파르마 공작의 지위는 그녀가 낳은 아들 카를로스의 것이 되었다. 1736년 폴란드 왕위 계승 전쟁으로 파르마의 통치권은 프란츠 1세에게 돌아갔지만 카를로스는 대신 나폴리와 시칠리아를 받게 되었다. 펠리페 사후 왕위는 그의 넷째 아들 페르난도가 이었으나 그는 후계자를 두지 못한 채 병사했다. 이사벨은 염원하던 대로 장남 카를로스를 스페인의 국왕으로 즉위시켰고, 둘째 아들 펠리페 또한 파르마 공작이 되어 부르봉파르마 가문을 창설했다. 펠리페의 딸 마리아 루이사는 카를로스의 아들이자 사촌인 카를로스 4세와 결혼하였고 이사벨은 다시 한 번 스페인과 파르마의 양 가문이 결합하는 것을 지켜보았다.

## 자녀
- 카를로스(1716~1788)
- 프란시스코(1717)
- 마리안나 빅토리아(1718~1781)
- 펠리페(1720~1765) 파르마 공작
- 마리아 테레사 라파엘라(1726~1746) 프랑스 왕태자비
- 루이스 안토니오(1727~1785)
- 마리아 안토니에타(1729~1785) 사르데냐 왕비

| 전임 마리아 루이사 디 사보이아 왕녀 | 스페인 왕비 1714년 12월 24일 ~ 1724년 1월 14일 | 후임 오를레앙의 루이즈 엘리자베트 |

| 전임 오를레앙의 루이즈 엘리자베트 | 스페인 왕비(복위) 1724년 9월 6일 ~ 1746년 7월 9일 | 후임 포르투갈의 바르바라 |